# Баласагун
Баласагу́н (вариант транскрипции — Баласагын) — средневековый город, существовавший на реке Чу на территории нынешнего Кыргызстана, близ современного города Токмак. По другим данным город на территории Южного Казахстана. Главная столица государства Караханидов.
Город Баласагун, как центр мира, указан в самом центре средневековых турецких карт, хранящихся в Стамбуле.

## Территориальная принадлежность в современности
В современных казахских источниках встречается информация, что развалинами древнего Баласагуна являются руины, расположенные на территории городища Актобе на территории Шуского района Жамбылской области Казахстана. Однако казахский же историк более раннего периода Мухамеджан Тынышпаев утверждал, что город находится на территории современной Чуйской области Кыргызстана, и считал башню Бурана частью архитектуры Баласагуна.

## История
В письменных источниках упоминается с X века. Однако по некоторым сведениям, с Баласагуном должен быть отождествлён город, известный с VIII века и именуемый в тюркских источниках как Беклик, а в согдийских — как Семекне. По сведениям арабского географа аль-Макдиси, Баласагун подчинялся городу Исфиджабу (в настоящее время село Сайрам). Махмуд аль-Кашгари отождествлял Баласагун с городами Кюз-Улыс или Кюз-Орда (вариант транскрипции — Куз Орду).
Согласно легенде, приводимой Ала-ад-Дином Ата-Меликом Джувейни в его книге «История Завоевателя Мира», город Баласакун был основан уйгурским каганом Боку-ханом.
С момента образования Караханидского государства вплоть до каракитайского завоевания (около 1130 г.) Баласагун был главной столицей или одним из трёх столичных городов Караханидов.
В Баласагуне родился (примерно в 1015 году) поэт Юсуф Баласагуни — автор знаменитой поэмы «Благодатное знание», считающийся основоположником тюркской художественной литературы.
В 1210 году Баласагун после упорной осады был во второй раз захвачен каракитайским войском и подвергся сильному разграблению. В результате город пришёл в упадок. Это позволило войску Чингисхана в 1218 году взять Баласагун без боя. От монголов город получил новое название Гобалык, что означает «хороший город».
Город так и не смог оправиться после разграбления и перестал существовать в середине XIV века. Последнее упоминание Баласагуна как города относится к 1312 году. Считается, что причиной окончательной гибели города стала среднеазиатская эпидемия чумы 1338—1339 годов, переросшая в печально известную «чёрную смерть».